# Dino Del Favero
Dino Del Favero (Venezia, 31 maggio 1910 – Battaglia di Cheren, 15 marzo 1941) è stato un militare francese, particolarmente distintosi nel corso della seconda guerra mondiale. Decorato con l'Ordre de la Libération e la Croix de guerre 1939-1945 con palma, Mort pour la France.

## Biografia
Nacque il 31 maggio 1910 a Venezia, Italia. Nel settembre 1931 si arruolò nella Legione straniera in forza al 1er Régiment étranger fino al 1932 poi in Marocco nel 2e Régiment étranger d'infanterie come pioniere zappatore.  Prese parte alla battaglia di Koucer nel settembre 1933. Nel 1935 fu trasferito alla 6ª Compagnia del 3e Régiment étranger d'infanterie, venendo promosso legionario di prima classe nel dicembre 1937, e prolungando il suo ingaggio nel giugno 1938.
Promosso caporale nel febbraio 1940, fu assegnato alla  14ª Compagnia della 13e Demi-brigade de Légion étrangèr, poi nella 2ª Compagnia del 14º Battaglione e fece parte del Corpo di spedizione francese in Scandinavia combattendo nella campagna di Norvegia. Partecipò alla battaglia terrestre di Narvik, rimanendo ferito da una pallottola il 28 maggio 1940. Evacuato da Harstad in Gran Bretagna con la sua unità (Operazione Alphabet) alla fine della campagna, giugno 1940, scelse di arruolarsi nella Forces françaises libres come la maggior parte dei suoi commilitoni.
Al seguito della sua unità, rinominata 14e e poi 13e Demi-brigade de légion étrangère (13e DBLE), prese parte alla battaglia di Dakar nel settembre 1940, e poi alla campagna del Gabon. Sempre con la 13e DBLE, subordinata alla Brigata francese d'Oriente, sotto il comando del generale Raoul Monclar, prese parte alla Campagna d'Eritrea.
Il 15 marzo 1941, sul massiccio d'Engiahat, nel corso della battaglia di Cheren, rimase ucciso in combattimento. Sepolto nel monumento ossario di Massaua fu citato all'Ordine delle Forces françaises libres fu fatto Compagnon de l'Ordre de la Libération a titolo postumo dal generale Charles de  Gaulle con decreto del 23 giugno 1941.